# Graduados

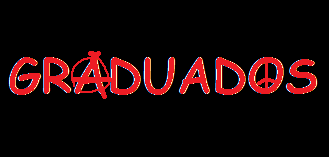

Graduados è una sitcom televisiva argentina co-prodotta da Underground Contenidos e Endemol per Telefe. Va in onda su Telefe dal 12 marzo 2012. Ha come protagonisti Nancy Dupláa, Daniel Hendler, Luciano Cáceres e Isabel Macedo. La sigla è cantata da Chano Moreno Charpentier. La serie è stata anche trasmessa in Uruguay da Monte Carlo TV. La sitcom ha raggiunto in quasi tutte le sue puntate una media di 23 punti di rating, con punte anche di 30. Ha ricevuto rating più alti rispetto alla concorrenza Los únicos e Soñando por Cantar.
Racconta la storia di Loli e Andy, due amici di liceo. Dopo l'università, Andy ha continuato una vita piena di divertimento, invece Loli si è sposata con Pablo e hanno avuto un figlio Martin.